# Psammophiliella
Psammophiliella – rodzaj roślin z rodziny goździkowatych. Obejmuje dwa gatunki. Rośliny te występują w Europie i zachodniej Azji. W Polsce rośnie jeden gatunek rodzimy z tego rodzaju – łyszczec polny P. muralis (tradycyjnie zaliczany do rodzaju łyszczec – stąd wciąż stosowana nazwa zwyczajowa).

## Morfologia
Rośliny zielne o liściach naprzeciwległych. Wyróżniają się wąskodzwonkowatym kielichem, w którym brak siateczkowato rozgałęzionych wiązek przewodzących, główne wiązki działek połączone są błoniasto, przy czym pasma błoniaste są bardzo wąskie (w przeciwieństwie do szerokich u rodzaju łyszczec). Płatki korony mają słabo wykształcony paznokieć. Znamię nie jest główkowate, jak u rodzaju łyszczec, lecz wydłużone wzdłuż szyjki słupka. Owoce to torebki otwierające się ząbkami na szczycie.

## Systematyka
Pozycja systematyczna
Rodzaj należy do rodziny goździkowatych (Caryophyllaceae), rzędu goździkowców (Caryophyllales). W obrębie goździkowatych należy do podrodziny Caryophylloideae plemienia Caryophylleae.
Gatunki tu zaliczane tradycyjnie włączane były do rodzajów łyszczec (P. muralis) i mydlnica (P. esfandiarii).
Ich odrębność wykazały analizy molekularne nad relacjami filogenetycznymi w obrębie plemienia Caryophylleae, a następnie także badania anatomiczne i morfologiczne. Rodzaj stanowi grupę siostrzaną kladu obejmującego rodzaje goździk Dianthus i goździcznik Petrorhagia, podczas gdy rodzaje łyszczec i mydlnica stanowią odrębny klad w obrębie plemienia.
Wykaz gatunków
- Psammophiliella esfandiarii (Assadi) Falat., Assadi & F.Ghahrem.
- Psammophiliella muralis (L.) Ikonn. – łyszczec polny